# 卵梭螺属
卵梭螺属（学名：Ovula）为梭螺科的一个属。

## 下级分类
本属包括以下物种：
- Ovula costellata Lamarck, 1810[2]
- Ovula ishibashii (Kuroda, 1928)[3]
- 卵梭螺 Ovula ovum (Linnaeus, 1758)[4]